# Czarno na białym
Czarno na białym – trzeci album studyjny Mieczysława Szcześniaka, wydany w 5 października 1998 roku nakładem wytwórni płytowej EMI Music Poland. Album zawiera 13 kompozycji wokalisty, w tym bonus w postaci utworu „Przytul mnie mocno”, z którym to Mieczysław Szcześniak reprezentował Polskę na 44. Konkursie Piosenki Eurowizji w Jerozolimie, zajmując końcowo 18. miejsce. 

## Lista utworów
Opracowano na podstawie materiału źródłowego.
1. „Tu (Smoszew)” – 4:02  (muz. Mietek Szcześniak, Piotr Kominek, sł. Mietek Szcześniak)
2. „Kocham (tylko ciebie)” – 3:43 (muz. Mietek Szcześniak, Piotr Kominek, sł. Mietek Szcześniak)
3. „Pokonamy to” – 4:26 (muz. Mietek Szcześniak, Piotr Kominek, sł. Mietek Szcześniak, Krzysztof Fuesette)
4. „D-oświadczyny” – 5:11 (muz. Mietek Szcześniak, Piotr Kominek, sł. Mietek Szcześniak)
5. „Każda noc” – 4:04 (muz. Mietek Szcześniak, Piotr Kominek, sł. Mietek Szcześniak)
6. „Świt” – 4:58  (muz. Piotr Siejka, sł. Hadrian F. Tabęcki)
7. „Prababcia” – 4:07 (muz. i sł. Mietek Szcześniak)
8. „Nadzieja moja” – 3:48 (muz. i sł. Mietek Szcześniak)
9. „Maj się (piosenka niemałegojużksięcia)” – 4:11 (muz. Mietek Szcześniak, Piotr Kominek, sł. Mietek Szcześniak)
10. „What is happiness?” – 3:39 (muz. Mietek Szcześniak, sł. Mike Fliderbaum)
11. „Czy tak ma być” – 4:18 (muz. Mietek Szcześniak, Piotr Kominek, sł. Mietek Szcześniak)
12. „Zobaczysz” – 4:26  (muz. Joachim Mencel, sł. Adam Nowak)
13. „Przytul mnie mocno” – 2:49 (muz. Seweryn Krajewski, sł. Wojciech Ziębicki)